# دوار اگورام
دوار أگورام هو [[التقسيم الإداري في المغرب، المملكة المغربية، تتبع جغرافيا لإقليم شتوكة آيت باها وإداريًا لآيت اعميرة. يقدر عدد سكانها بـ 11321 نسمة حسب الإحصاء الرسمي للسكان والسكنى لسنة 2014.